# Heroin (1978)
Heroin (Originaltitel: Milano… difendersi o morire, internationaler Titel: Blazing Flowers) ist ein italienischer Kriminalfilm aus dem Jahr 1978 von Regisseur Gianni Martucci mit Marc Porel, George Hilton Anna Maria Rizzoli und Al Cliver in den Hauptrollen. 

## Handlung
Der ehemalige Rennfahrer Pino Scalise, der wegen bewaffneten Raubs verurteilt wurde, kommt wegen guter Führung vorzeitig aus einem sizilianischen Gefängnis frei. Er zieht erst einmal bei seinem in Mailand lebenden Onkel Nicola ein, der ihm einen Job in der Firma Alicanti besorgt hat, die Kunstblumen herstellt. Nicolas Tochter Teresa lebt bei ihm, Marina, seine zweite Tochter, macht sich rar. Von seinem ersten Geld, das Pino von seinem Onkel erhält, sucht er nach Jahren der Enthaltsamkeit erst einmal den Straßenstrich auf. Dort trifft auf seinen ehemaligen Zellengenossen Nosey, der inzwischen als Zuhälter arbeitet. Den Versuch Noseys, ihn für seinen Boss Don Chicco anzuwerben, lehnt Pino ab, da er es nicht riskieren will, erneut ins Gefängnis zu müssen, und außerdem beschlossen hat nicht mehr straffällig zu werden. Nosey nimmt Pino mit ins Bordell, in dem Fiorella arbeitet, deren Zuhälter er ist. Pino versteht sich nicht nur sexuell von Beginn an sehr gut mit der jungen Frau. 
Am nächsten Tag, als man beim Mittagessen sitzt, erscheint überraschend Nicolas Tochter Marina, in der Pino zu seiner großen Überraschung „seine“ Fiorella wiedererkennt. Von nun an ist er bestrebt, sie aus dem Bordell herauszubekommen. Das ist jedoch schwieriger als er glaubt, Nosey kann und will ihm da nicht weiterhelfen. Erstens bringt die junge Frau viel Geld ein, zweitens untersteht er der Organisation von Don Chicco, der das letzte Wort hat. Dieser lässt nicht nur Prostituierte für sich arbeiten, sondern ist auch der größte Drogenhändler der Stadt. Mit Fiorella-Marina hat er ganz eigene Pläne. Er lässt die junge Frau in den Keller seiner Villa schaffen und pumpt sie mit Heroin voll, um sie als Druckmittel einzusetzen. Er hofft, Pino so dazu bringen zu können, dass er mit Heroin präparierte Kunstblumen nach Holland chauffiert, nachdem er zuvor als Fluchtwagenfahrer bei einem Banküberfall mitgewirkt hat. Um einen weiteren Trumpf in der Hand zu haben, lässt er von seinem Handlanger Dominò auch noch Teresa entführen.  
Und letztendlich erfüllt sich auch Commissario Moranis Wunsch, dass Pino, den er nie aus den Augen verloren hat, mit der Polizei zusammenarbeitet. Mit seiner Hilfe möchte er Don Chicco endlich das Handwerk legen. Pino willigt aus verschiedenen Gründen ein, vor allem aber, weil er hofft, dass es so gelingt, den Drogenboss von der Bildfläche verschwinden zu lassen, sodass Fiorella-Marina frei ist. Gemäß dessen Wunsch übernimmt er also die Fahrt mit den mit Heroin präparierten Kunstblumen. Noch bevor der Wagen die Grenze überfahren kann, kommt es in Zusammenarbeit mit der Polizei dazu, dass er angehalten wird und nun endlich eine Handhabe gegeben ist, Don Chicco und seinen Prostituierten- und Rauschgiftring auffliegen zu lassen. 

## Produktion und Veröffentlichung
Der von Ariete produzierte Film spielte bei seiner italienischen Auswertung schwache 117 Millionen Lire ein.
Der Film hatte in Italien am 5. Februar 1978 Premiere. In der Bundesrepublik Deutschland war er erstmals am 10. Juli 1981 zu sehen. Bei einer späteren Ausstrahlung lief er auch unter dem Titel Gefährliche Blumen. 

## Kritik
Das Lexikon des internationalen Films bezeichnete den Film als „kolportagehafte Mischung aus Krimi und Melodram mit hölzern agierenden Schauspielern“.
Italo-Cinema.de war der Ansicht, dass „Regisseur Gianni Martucci wahrlich kein großer Wurf gelungen [sei], da das Drehbuch recht überschaubar und fast schon zu einfach gestrickt wirk[e] und der Großteil der Darstellerriege weit hinter ihren Möglichkeiten bleib[e]“. Dem Genreliebhaber solle er aber trotz der „verschenkten Ressourcen […] einen Blick wert sein“.